# Åsele (Gemeinde)
Koordinaten: 64° 10′ N, 17° 21′ O

Åsele ist eine Gemeinde (schwedisch kommun) in der schwedischen Provinz Västerbottens län und der historischen Provinz Lappland. Der Hauptort der Gemeinde ist Åsele.
Weitere Ortschaften sind Fredrika, Nordanås, Varpsjö u. a. m. Durch die Gemeinde führen die Reichsstraßen 90, 92 und die Regionalstraße 365.

## Geographie
Die Gemeinde liegt im Vorland des Skandinavischen Gebirges auf einer hügeligen Hochebene. Durch das Gemeindegebiet fließt der Ångermanälven, an dem auch der Hauptort liegt. Das Gemeindegebiet ist stark bewaldet und von ausgedehnten Feuchtgebieten und zahlreichen Seen durchzogen. Im Süden der Gemeinde liegt der Nationalpark Björnlandet mit einem der wertvollsten Urwälder Schwedens.

## Geschichte
Ursprünglich gehört das Gemeindegebiet zum Siedlungsgebiet des Volkes der Samen. 1634 wurde das Gebiet erstmals von Schweden besiedelt. Der Ort Fredrika, der in der Gemeindegrenze liegt wurde 1799 gegründet und nach der Königin Frederica Dorothea Wilhelmina benannt. Ursprünglich hätte der Hauptort Åsele selbst diesen Namen tragen sollen, aber seine Bewohner lehnten dies ab.

## Wirtschaft und Einrichtungen
Forstwirtschaft und holzverarbeitende Industrie sind traditionelle und wichtige Wirtschaftszweige de Gemeinde. Daneben gibt es auch weitere kleinere Industriebetriebe verschiedener Branchen. Der Fremdenverkehr hat in den letzten Jahrzehnten an Bedeutung gewonnen.
Im Zentrum der Gemeinde befindet sich eine Sjukstuga.

## Sehenswürdigkeiten
- Stockholmsgata Naturreservat mit senkrechten Steilhängen und großen Moränenlöchern. (25 km südöstlich von Åsele)
- Offerhällen: Der Überlieferung nach ein alter Bestattungsort der Sami. Wanderweg mit wunderbarer Aussicht.
- In Lomsö (20 km westlich von Åsele) befinden sich Höhlenmalereien die 5000 Jahre alt sind.
- Nationalpark Björnlandet

### Museen
- Heimatmuseum: Freilichtmuseum mit Blockhäusern und Ausstellungen zur Geschichte der Gemeinde
- Heimatmuseum Sjönäsets (50 km östlich von Åsele)

## Regelmäßige Veranstaltungen
- Autorennen in Visjömon
- Åsele Markt: Das größte Volksfest Norrlands am 3. Juliwochenende

## Persönlichkeiten
- Jan-Olof Borgén (* 1937), Offizier